# Среднесатыгинский Туман
Среднесатыгинский Туман — проточное озеро в Кондинском районе Ханты-Мансийского автономного округа Тюменской области России.
Находится в западной части Западно-Сибирской равнины. Площадь 55 км². Имеет сильно вытянутую форму. Снеговое и дождевое питание. Берега заболочены.
С запада в озеро впадает река Канда, которая является протокой длиной 6 км, соединяющей Среднесатыгинский Туман с располагающимся к западу озером Сатыгинский Туман. В юго-восточную часть Среднесатыгинского Тумана впадают реки Лева и Первая.
На востоке через протоку (пролив) соединяется с озером Леушинский Туман, которое в свою очередь через реку Ах длиной 9 км соединяется с рекой Конда.
На южном берегу озера находится посёлок Ягодный.
Названо по соседнему одноимённому озеру Сатыгинский Туман с располагавшимся на его берегу бывшим селом Сатыга. Неглубокие водоёмы, возникающие от разлива рек, в этих местах и называют туманами.